# Эрбаев, Алишер Ташбаевич
Эрбаев Алишер Ташбаевич (род. 23 ноября 1973, село Кош-Терек, Джалал-Абадская область) — депутат Жогорку Кенеша Кыргызской Республики VII созыва от политической партии «Бүтүн Кыргызстан» (с 2021 года). Член Комитета по аграрной политике, водным ресурсам, экологии и региональному развитию (с января 2022 года).

## Биография

### Детство
Родился 23 ноября 1973 года в селе кош-Терек, ныне Ала-Букинского района Джалал-Абадской области Киргизской ССР. По национальности кыргыз.

### Образование
В 1997 году завершил обучение с отличием в Военной академии войсковой противовоздушной обороны сухопутных войск Российской Федерации, получил специальность «инженер по эксплуатации радиотехнических средств».
В 2015 году окончил Ошский государственный университет по направлению «юриспруденция».

### Трудовая деятельность
С 1997 по 2009 годы был зачислен и проходил действительную воинскую службу в органах национальной безопасности Киргизии. С января по июль 2010 года служил в органах Финансовой полиции при правительстве Киргизской Республики. С 2010 по 2013 годы зачислен на действительную воинскую службу в Государственный комитет национальной безопасности Киргизии.
С 2013 по 2014 годы — генеральный директор ОсОО «ОДА Темир-Жол Күзот». С 2014 по 2015 годы работал советником генерального директора ОАО «Национальная электрическая сеть Кыргызстана». С 2015 по 2016 годы трудился в должности директора по снабжению и обслуживанию "ОАО «Национальная электрическая сеть Кыргызстана». С 2016 по 2019 годы — начальник Управления внутренней безопасности и противодействия коррупции Государственной таможенной службы при правительстве Киргизской Республики.
С 2019 года вернулся на работу в Государственный комитет национальной безопасности.
В ноябре 2021 года избран депутатом VII созыва Жогорку Кенеша Кыргызской Республики от политической партии «Бүтүн Кыргызстан». С января 2022 года является членом Комитета по аграрной политике, водным ресурсам, экологии и региональному развитию.

### Семья
Женат, отец троих детей.

### Награды
- Почётная грамота ПА ОДКБ (2023 год)[7].